# ゴリアテの首を持つダヴィデ (グエルチーノ)
『ゴリアテの首を持つダヴィデ』（ゴリアテのくびをもつダヴィデ、伊: David con la test di Golia、英: David with the Head of Goliath）は、イタリアのバロック絵画の巨匠グエルチーノが1650年ごろ、キャンバス上に油彩で制作した絵画である。グエルチーノが残した「勘定帳」の1650年の項に記載されている「ロドヴィーコ・フェルミ氏のために制作されたゴリアテの首を持つダヴィデ」に該当する作品で、1680年にはパルマ公ラヌッチョ2世・ファルネーゼのコレクションにあったことがファルネーゼ家の財産目録から知られる。その後、何人かの所有を経て、1999年に東京の国立西洋美術館に収蔵された。

## 作品
『サムエル記上』 (13章-17章) には、竪琴の名手であっただけでなく勇敢な戦士でもあったダヴィデについて記述されている。ある時、ダヴィデはペリシテ人との戦いで、身の丈3メートルもの大男ゴリアテを投石の一撃だけで打ち倒す。ダヴィデは即死したゴリアテの剣を取り、彼の首を切り落とした。
この主題を表す絵画は、巨人ゴリアテを倒した後のダヴィデが勝利を誇示するという図像が歴史的に一般的である。しかし、本作は、ダヴィデが非常に落ち着いた様子で神に感謝を捧げるという内省的なものとなっている。背景の暗い青色は1650年ごろのグエルチーノに特徴的で、伝統的に神あるいは天と深い結びつきをもつラピスラズリを用い、勝利の陰にあるダヴィデの内面の葛藤を表している。
本作は、国立西洋美術館が所蔵するイタリア・バロックのボローニャ派を代表する優れた作である。この作品の人気が高かったことは、画家の弟子が2点の複製を残していることからも窺われる。また、グエルチーノは、構図の異なる別の『ゴリアテの首をもつダヴィデ』 (ボイマンス・ヴァン・ベーニンゲン美術館、ネルソン・アトキンス美術館) も描いている。
興味深いことに、ダヴィデとゴリアテの主題を扱ったグエルチーノの素描は多数残されているにもかかわらず、本作と同じポーズ、構図の準備素描は知られていない。しかし、本作にはペンティメントの跡が見られ、模写された作品ではないことがわかる。

## ギャラリー

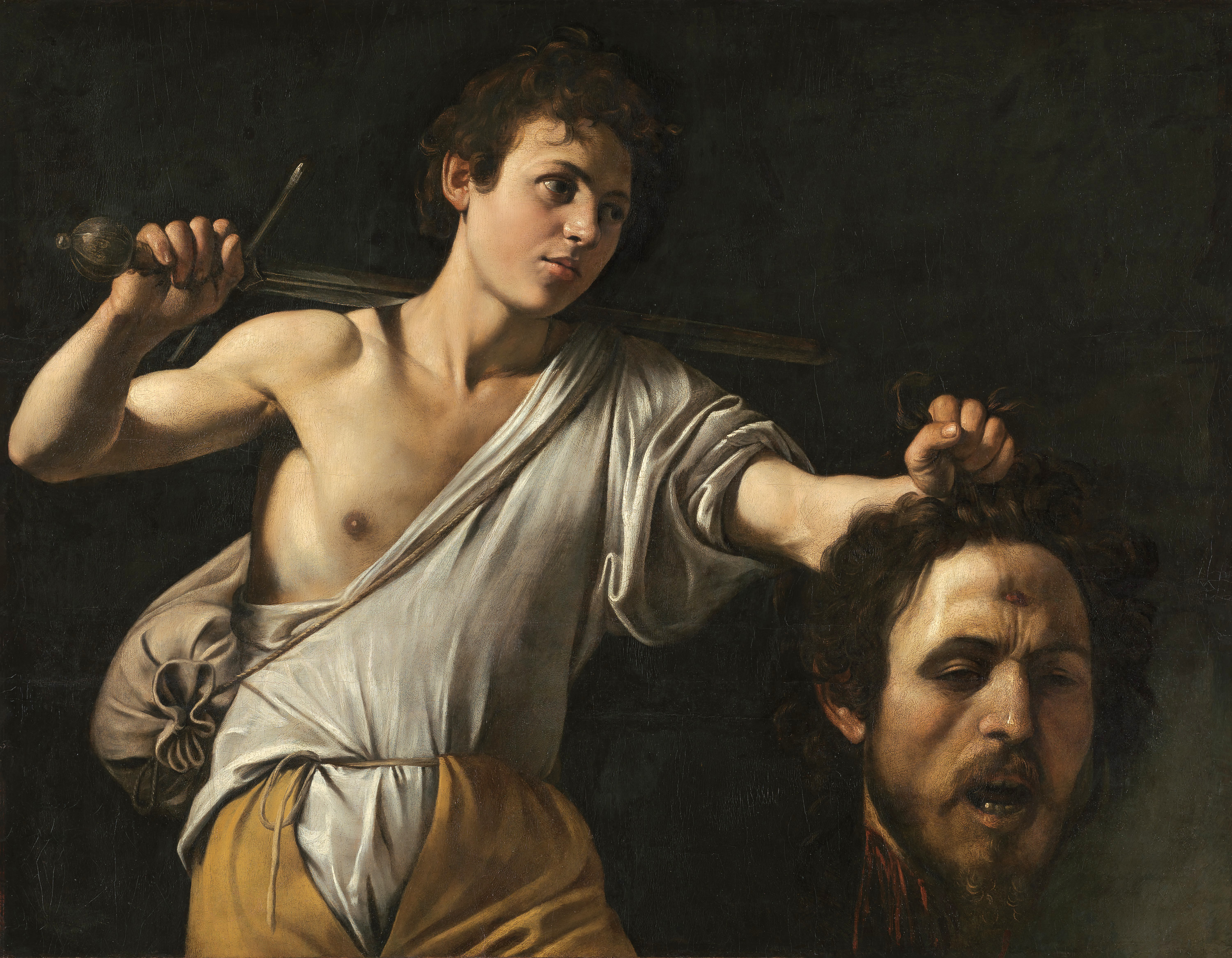
カラヴァッジョ『ゴリアテの首を持つダヴィデ (ウィーン)（英語版） (1600-1601年ごろ) 90.5 cm × 116.5 cm、美術史美術館、ウィーン
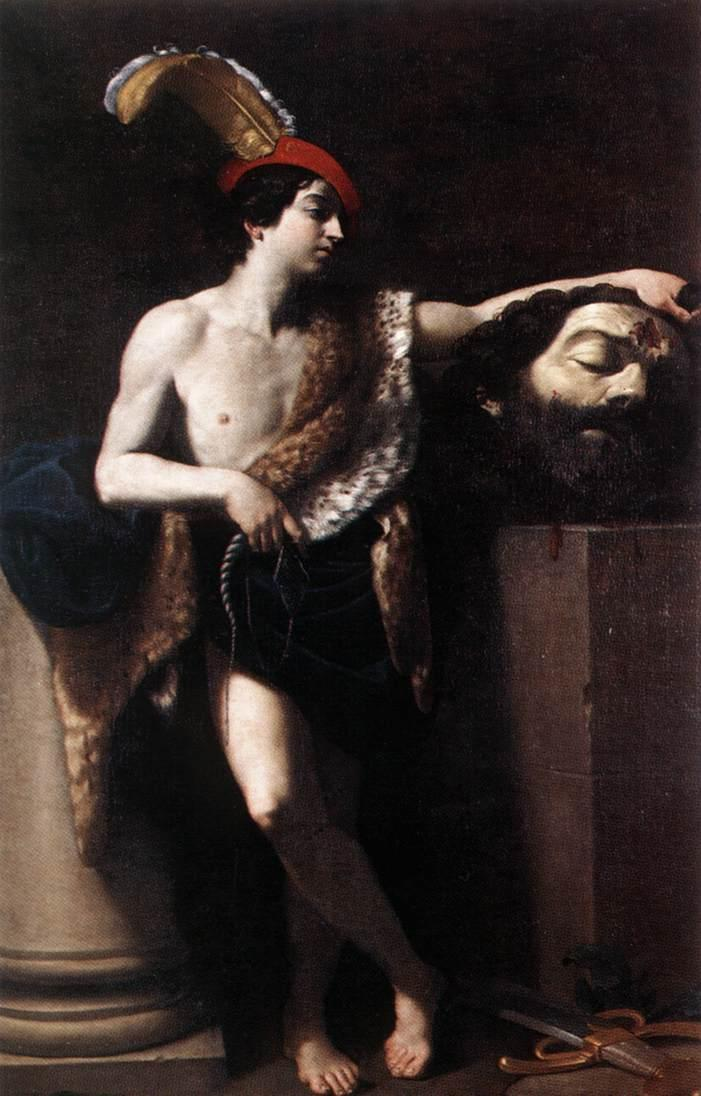
グイド・レーニ『ゴリアテの首を持つダヴィデ』(1604-1606年ごろ) 220 cm × 145 cm、ルーヴル美術館、パリ
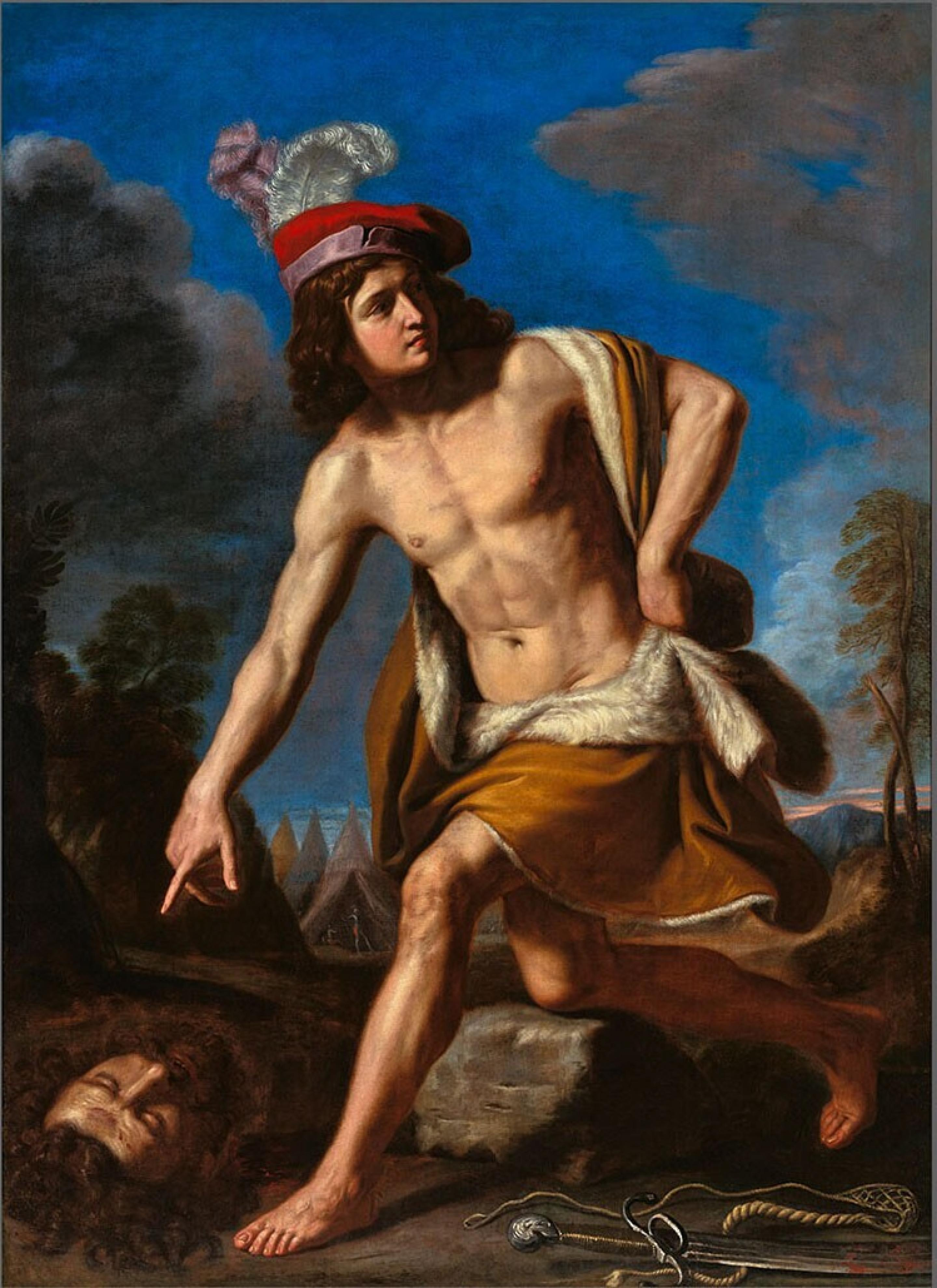
グエルチーノ『ゴリアテの首を持つダヴィデ』(1618年ごろ) 200 cm × 144 cm、ボイマンス・ヴァン・ベーニンゲン美術館、ロッテルダム